# Diocesi di Torreón

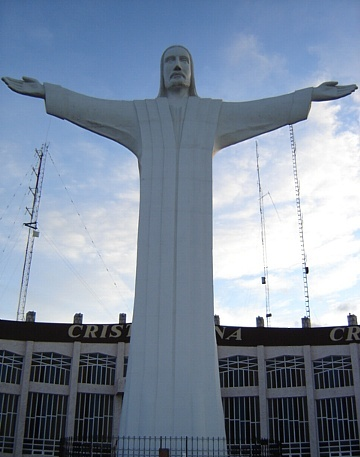
La statua di Cristo de las Noas, che domina la città di Torreón.

La diocesi di Torreón (in latino: Dioecesis Torreonensis) è una sede della Chiesa cattolica in Messico suffraganea dell'arcidiocesi di Durango. Nel 2022 contava 742.149 battezzati su 927.687 abitanti. È retta dal vescovo Luis Martín Barraza Beltrán.

## Territorio
La diocesi comprende i comuni di Torreón, Francisco Ignacio Madero, San Pedro, Matamoros e Viesca nella parte sud-occidentale dello stato messicano di Coahuila.
Sede vescovile è la città di Torreón, dominata dalla colossale statua di Cristo de las Noas, dove si trova la cattedrale della Madonna del Carmine.
Il territorio si estende su una superficie di 22.471 km² ed è suddiviso in 62 parrocchie.

## Storia
La diocesi è stata eretta il 19 giugno 1957 con la bolla Qui hanc di papa Pio XII, ricavandone il territorio dalla diocesi di Saltillo.

## Cronotassi dei vescovi
Si omettono i periodi di sede vacante non superiori ai 2 anni o non storicamente accertati.
- Fernando Romo Gutiérrez † (13 gennaio 1958 - 27 giugno 1990 ritirato)
- Luis Morales Reyes † (27 giugno 1990 succeduto - 20 gennaio 1999 nominato arcivescovo di San Luis Potosí)
- José Guadalupe Galván Galindo † (12 ottobre 2000 - 9 settembre 2017 ritirato)
- Luis Martín Barraza Beltrán, dal 9 settembre 2017

## Statistiche
La diocesi nel 2022 su una popolazione di 927.687 persone contava 742.149 battezzati, corrispondenti all'80,0% del totale.
| anno | popolazione | popolazione | popolazione | presbiteri | presbiteri | presbiteri | presbiteri                | diaconi | religiosi | religiosi | parrocchie |
| anno | battezzati  | totale      | %           | numero     | secolari   | regolari   | battezzati per presbitero | diaconi | uomini    | donne     | parrocchie |
| ---- | ----------- | ----------- | ----------- | ---------- | ---------- | ---------- | ------------------------- | ------- | --------- | --------- | ---------- |
| 1966 | 350.000     | 363.000     | 96,4        | 47         | 24         | 23         | 7.446                     |         | 28        | 170       | 14         |
| 1968 | 425.714     | 437.714     | 97,3        | 60         | 30         | 30         | 7.095                     |         | 36        | 150       | 15         |
| 1976 | 660.000     | 725.000     | 91,0        | 76         | 37         | 39         | 8.684                     |         | 39        | 12        | 20         |
| 1980 | 810.000     | 900.000     | 90,0        | 78         | 36         | 42         | 10.384                    | 1       | 47        | 148       | 23         |
| 1990 | 1.052.000   | 1.120.000   | 93,9        | 96         | 54         | 42         | 10.958                    | 1       | 47        | 145       | 29         |
| 1999 | 1.096.000   | 1.290.000   | 85,0        | 119        | 78         | 41         | 9.210                     |         | 45        | 151       | 42         |
| 2000 | 1.314.000   | 1.460.000   | 90,0        | 133        | 90         | 43         | 9.879                     |         | 56        | 143       | 44         |
| 2001 | 1.329.000   | 1.477.000   | 90,0        | 129        | 88         | 41         | 10.302                    |         | 50        | 131       | 44         |
| 2002 | 1.453.000   | 1.530.000   | 95,0        | 132        | 93         | 39         | 11.007                    |         | 42        | 151       | 46         |
| 2003 | 1.080.000   | 1.120.000   | 96,4        | 136        | 94         | 42         | 7.941                     |         | 46        | 180       | 46         |
| 2004 | 620.244     | 775.305     | 80,0        | 138        | 90         | 48         | 4.494                     |         | 52        | 161       | 49         |
| 2010 | 694.034     | 867.543     | 80,0        | 135        | 98         | 37         | 5.140                     |         | 40        | 104       | 66         |
| 2014 | 710.150     | 887.687     | 80,0        | 129        | 90         | 39         | 5.505                     |         | 41        | 117       | 57         |
| 2017 | 722.149     | 902.687     | 80,0        | 126        | 91         | 35         | 5.731                     |         | 38        | 112       | 60         |
| 2020 | 734.149     | 917.687     | 80,0        | 134        | 94         | 40         | 5.478                     |         | 43        | 114       | 61         |
| 2022 | 742.149     | 927.687     | 80,0        | 130        | 95         | 35         | 5.708                     |         | 38        | 105       | 62         |